# The B-52's
The B-52s (escrit com a The B-52's abans de 2008) són un grup nord-americà de new wave, format a Athens, Geòrgia l'any 1976. Els membres originals eren Fred Schneider (veu, percussió, teclats), Kate Pierson (orgue, baix, veu), Cindy Wilson (veu, bongos, pandereta, guitarra), Ricky Wilson (guitarra), i Keith Strickland (bateria, guitarra, sintetitzadors, instruments diversos). Després de la mort de Ricky Wilson el 1985, Strickland va passar a tocar només la guitarra. A partir de llavors, el grup va afegir músics diversos per als concerts en directe.
Amb arrels a la new wave i al rock and roll dels anys 60, el grup va tocar molts gèneres musicals, des del post-punk fins al pop rock. La manera de cantar "noi contra noies" de Schneider, Pierson, i Wilson, n'és característica.

## Història

### Formació i primers anys
Els B-52's es van crear l'any 1976 quan la cantant Cindy Wilson, el seu germà gran i guitarrista Ricky, la cantant i organista Kate Pierson, el bateria i percussionista Keith Strickland i el poeta, cantant, i esquellot Fred Schneider van fer una jam session improvisada després de compartir un còctel tropical (Flaming Volcano) en un restaurant xinès d'Athens, Geòrgia. D'altres noms que es van pensar per al grup van ser els "Tina-Trons" i "Felini's Children". La primera vegada que van tocar junts, Strickland va tocar la guitarra i Wilson les congas. Van fer el seu primer concert (amb Wilson a la guitarra) l'any 1977 en una festa de Sant Valentí per als seus amics.
El nom del grup ve del pentinat "beehive" de les noies, que s'assembla al nas de l'avió del mateix nom. Keith Strickland va suggerir el nom després de tenir un somni d'un grup que tocava al saló d'un hotel. En el somni, va sentir que algú li xiuxiuejava que el nom del grup era "the B-52s". El seu estil peculiar dins del new wave de l'època consistia en una combinació de música de ball i música surf que els distingia dels altres grups per les originals afinacions de guitarra que utilitzava Ricky Wilson i pel seu estil de vestir amb roba de segona mà.
El seu primer senzill, "Rock Lobster" ("Llagosta de Roca"), gravat per a DB Records l'any 1978, va ser un èxit underground, venent més de 2.000 còpies en total i això els va permetre tocar a dos locals emblemàtics de Nova York: el CBGB i el Max's Kansas City. Aquesta versió de "Rock Lobster" i la cara B "52 Girls" són gravacions diferents de les que surten al seu primer àlbum, i la primera versió de "52 Girls" està en un to diferent.
Es va tornar a gravar una versió de "Rock Lobster" i es va publicar com a senzill. Al Regne Unit i a Alemanya portava també una versió instrumental de "Running Around", una cançó que no era a l'àlbum, i de la qual va sortir una versió amb veu al seu segon àlbum, Wild Planet. L'expectació que va crear el disc al Regne Unit va fer que la seva primera actuació a Londres, a l'Electric Ballrom s'omplís, amb l'assistència de moltes estrelles del pop anglès, com Sandie Shaw, Green Gartside de Scritti Politti, Joe Jackson i d'altres. Al Canada, publicat per Warner, el senzill va passar de cançó de culte a èxit total, arribant al número 1 el 24 de maig de 1980.
El 1979, els B-52's van signar contractes amb Warner Bros. Records per Nord-amèrica, Sud-amèrica, Austràlia i Nova Zelanda; i amb Island Records per al Regne Unit, Europa i Àsia. Chris Blackwell, el fundador d'Island, va produir el seu primer àlbum d'estudi. Es va gravar als estudis de Blackwell a les Bahames, i es va publicar el 6 de juliol de 1979, amb el nom del grup. The B-52's tenia noves versions de "Rock Lobster" i "52 Girls", sis cançons originals gravades expressament per al disc, i una versió de la cançó "Downtown" de Petula Clark. Segons una entrevista amb el grup al DVD With the Wild Crowd! Live in Athens, GA, van quedar sorpresos pels mètodes de gravació de Blackwell; volia que el so fos el màxim de proper al so en directe i, per tant, no va utilitzar gairebé gens de segons pistes ni efectes addicionals. El disc fou un èxit important, sobretot a Austràlia, on va arribar al número tres de les llistes, igual que els tres senzills "Planet Claire", "Rock Lobster", i "Dance This Mess Around". Als Estats Units, el senzill "Rock Lobster" va entrar a la llista Billboard Hot 100, mentre que l'àlbum va ser disc de platí.
El següent disc, Wild Planet, va arribar al número divuit de la llista Billboard 200 el 1980 i va ser disc d'or. "Private Idaho" va ser la segona cançó que entrava al Hot 100. El 26 de gener 1980, els B-52's van actuar a Saturday Night Live. També van actuar al festival Heatwave de Toronto (que es va anomenar "el Woodstock de la New Wave") l'agost de 1980; i van sortir a la pel·lícula de Paul Simon One Trick Pony.
El seu tercer disc va ser una barreja de cançons dels seus dos primers discos d'estudi. Party Mix! va agafar sis pistes dels dos discos anteriors i els va presentar en versió ampliada.
John Lennon va dir que "Rock Lobster" havia estat una inspiració per al seu retorn.

### Anys posteriors i mort de Ricky Wilson
El 1981, el grup va col·laborar amb el músic David Byrne per produir un tercer disc de llarga durada. Degut a suposats conflictes amb Byrne sobre la direcció musical, es van aturar abruptament les sessions de gravació, i el grup va publicar Mesopotamia (1982) com a EP; el 1991, Party Mix! i una remescla de Mesopotamia es van combinar i publicar junts en un sol compact disc.
L'any 1983 el grup va publicar el seu quart disc, Whammy!; aquest àlbum va fer que el grup experimentés amb sintetitzadors i caixes de ritmes. L'àlbum va entrar al Billboard 200 el mateix 1983, arribant al número vint-i-nou." Legal Tender" va entrar a la llista Billboard Hot 100, així com a la Billboard Hot Dance Club Play Singles juntament amb "Whammy Kiss" i "Song for a Future Generation". Després de distribuir les primeres còpies de Whammy!, va haver-hi problemes de copyright amb Yoko Ono que van fer que la cançó "Don't Worry" es tragués del disc i es substituís a les següents edicions per "Moon 83", un remix de la cançó "There's a Moon in the Sky (Called the Moon)" del seu àlbum de debut.
Després d'agafar-se un any de descans de la seva carrera musical el 1984, els B-52's van tornar a ajuntar-se el 1985 per gravar Bouncing off the Satellites, el seu cinquè disc d'estudi, i el gener d'aquell any van actuar al Brasil, al Rock in Rio; el seu rècord d'audiència. Durant la gravació, Ricky Wilson havia tingut complicacions de salut degudes a la SIDA. Cap dels altres membres del grup sabia de la seva malaltia, i el 12 d'octubre de 1985, Wilson va morir-se'n als 32 anys.
Amb la Cindy Wilson destrossada per la mort del seu germà, i la resta del grup també deprimida, el grup es va tancar i no va fer cap gira per promocionar el disc, suspenent la seva carrera musical. El 1987, van publicar un anunci a l'estil de la portada del disc de The Beatles Sgt Pepper's Lonely Hearts Club Band a favor d'una fundació per la recerca en SIDA.

### Retorn i èxit popular
Keith Strickland, el bateria original del grup, havia començat a tocar més instruments durant l'època de l'EP Mesopotamia el 1982, incloent la guitarra, el baix, el piano, marimba i diversos instruments de percussió i sintetitzadors. Com que Strickland ja no volia tocar la bateria (segons una entrevista amb Pierson), el grup va canviar a les caixes de ritmes per al disc de 1983, Whammy!, amb Strickland i Ricky Wilson fent tota la música d'aquell disc, i la resta del grup fent només veu. Pierson, que al principi tocava la guitarra, l'orgue, el baix i sintetitzadors, va passar a fer pràcticament només veu a l'estudi, encara que seguia tocant els teclats a les gires. Per la gira de Whammy!, en algunes cançons Strickland tocava la bateria mentre que les altres utilitzaven una pista auxiliar perquè Strickland pogués passar al davant i tocar les altres parts. Això també va alliberar les veus (que ara no sempre havien de tocar) per fer coreografies simples. Després d'agafar-se l'any 1984 pràcticament com a any sabàtic, al grup li va costar de tornar a escriure material nou després de Whammy! (en part perquè el grup vivien tots junts a la mateixa casa des de 1981). Van decidir de provar d'escriure cançons per separat, i van començar a gravar el 1985, un altre cop utilitzant caixes de ritmes i sintetitzadors. Ricky Wilson va morir abans d'acabar l'àlbum. Els resultats es van publicar com a Bouncing Off The Satellites. A causa de la mort de Wilson, el grup no va fer cap gira de promoció del disc. Van fer un vídeo de "Girl from Ipanema Goes to Greenland" i van aparèixer en alguns programes de televisió del Regne Unit, però llavors es van agafar un descans d'un o dos anys. El grup estava destrossat per la mort de Ricky, i hi havia dubtes sobre el futur del grup.
Strickland va compondre algunes cançons el 1988 i després de tocar-ne algunes per als altres companys, van acordar de tornar a provar de compondre junts, amb Pierson, Wilson i Schneider contribuint lletra i melodies. El 1989, el grup va publicar Cosmic Thing, que els va donar èxit popular, publicat per Reprise Records a tot el món.
El següent senzill, "Love Shack", amb el seu aire festiu i el seu vídeo musical de colors extremats, va convertir-se en el seu primer top 40 del Billboard Hot 100, arribant al número 3 el novembre de 1989. El següent senzill, "Roam", va aconseguir la mateixa fita, arribant al número tres el març de 1990. A Austràlia, el país on havien tingut més èxit una dècada abans, "Love Shack" va ser el número u durant vuit setmanes.
Un quart senzill, "Deadbeat Club", que recordava amb nostàlgia la primera època del grup quan vivien a Athens, va arribar al número 30. El vídeo es va gravar a Athens, i hi feia un cameo el seu conciutadà Michael Stipe, de R.E.M.. El disc Cosmic Thing va arribar als cinc primers dels Estats Units, i va obtenir múltiples discos de platí. També va tenir molt èxit internacional, arribant al número 1 a Austràlia i Nova Zelanda, i el número 8 al Regne Unit. La gira mundial del disc va tenir molt èxit, i van sortir a la portada de Rolling Stone del març de 1990. L'any 1990, els B-52's foren nominats a 4 MTV Video Music Awards, incloent el Vídeo de l'Any. Van guanyar-ne dos, Millor Vídeo de Grup, i Millor Direcció Artística.
Pierson va cantar en la cançó d'Iggy Pop "Candy", que va fer el top 40. El 1991, el disc en solitari de Schneider es va reeditar, i va aconseguir el seu primer senzill al Hot 100 quan "Monster" va arribar al número 85. El mateix any, Pierson va ser l'estrella convidada en una cançó de l'altre grup famós d'Athens, R.E.M. "Shiny Happy People" va arribar al número 10 el setembre de 1991. També va col·laborar en dues cançons més de l'àlbum de R.E.M. Out of Time, "Near Wild Heaven", i "Me in Honey", a part de la cançó descartada "Fretless".
A finals de 1990, Cindy Wilson va plegar temporalment del grup, i Julee Cruise va substituir-la en la gira. Els B-52's van publicar Good Stuff el 1992 com a trio - l'únic disc on Cindy Wilson no hi era - i la cançó del títol va arribar al número 28 l'agost d'aquell any. L'àlbum va arribar al número 18 als Estats Units. També és l'àlbum més obertament polític, encara que havien estat activistes i havien ajudat a recaptar fons per a causes del medi ambient, la SIDA i els drets animals durant molts anys.
El grup va tornar a les llistes d'èxits el 1994 quan, amb el nom de The BC-52's, van aparèixer a la pel·lícula dels Picapedra amb personatges reals i van cantar la cançó dels títols. Quan es va publicar com a senzill, va arribar al número 33 als Estats Units i al 3 al Regne Unit. El 1994, Kate Pierson i Fred Schneider també van cantar a la cançó de la sèrie d'animació Rocko's Modern Life a partir de la segona temporada. Als anys 1990, l'antic bateria de Duran Duran Sterling Campbell va unir-se al grup, però va plegar l'any 2000 per fer gires amb David Bowie i va ser substituït per Zachary Alford, que havia gravat i fet gires amb el grup a l'època de Cosmic Thing. Kate Pierson i Cindy Wilson van gravar la cançó "Ain't no Stopping us Now" per la pel·lícula de 1996 The Associate amb Whoopi Goldberg.
El 1998 es va publicar una retrospectiva de la seva carrera, Time Capsule: Songs for a Future Generation, juntament amb dos maxi-singles remesclats, "Summer of Love '98" i "Hallucinating Pluto". Cindy Wilson va tornar al grup en dues de les noves cançons i una gira (conjunta amb the Pretenders) per promocionar la col·lecció. "Debbie", un altre senzill de l'àlbum (un homenatge a Debbie Harry de Blondie), va arribar al 35 a la llista Hot Modern Rock Tracks de Billboard. El 1999 van gravar una paròdia de "Love Shack" anomenada "Glove Slap" per un episodi dels Simpson. Van fer una altra gira conjunta l'any 2000 amb the Go-Go's i el mateix 2000, van gravar la cançó "The Chosen One" per la pel·lícula Pokémon: The Movie 2000.
El 2002, va aparèixer una antologia més extensa, Nude on the Moon: The B-52's Anthology. El febrer d'aquell any, van fer una sèrie de concerts per celebrar el seu vint-i-cinquè aniversari. A l'actuació de l'Irving Plaza a Nova York van participar-hi com a convidats Tina Weymouth i Chris Frantz dels Talking Heads i Yoko Ono, amb Chicks on Speed de teloneres.
A finals de 2004, el grup va fer de teloner de Cher en alguns concerts de la seva gira Farewell. El març de 2006 van fer de teloners dels The Rolling Stones en un concert caritatiu. Van publicar tres EPs de remescles: Whammy! el 2005, Mesopotamia el 2006 i Wild Planet el 2007. En aquesta època, van aparèixer de convidats en els programes més importants de la televisió americana.

### Funplexi gires següents
El 2008, el grup va treure's l'apòstrof del nom per convertir-se en "The B-52s". Funplex, el primer àlbum original del grup en 16 anys (des de Good Stuff del 1992) es va publicar el 25 de març de 2008. Parlant del so del disc, Keith Strickland va declarar, "És rock & roll fort i sexy amb el ritme apujat fins a rosa intens". El disc el va produir Steve Osborne, que va rebre l'encàrrec gràcies al seu treball amb New Order al disc Get Ready.
L'àlbum va començar al número 11 de les llistes Billboard als Estats Units, convertint-se immediatament en el segon disc dels B-52s que arribava més amunt a les llistes. El grup va fer una gira per promocionar l'àlbum, a part d'aparèixer i tocar en molts programes d'entrevistes de la televisió nord-americana. També van participar en la gira de 2008 de Cyndi Lauper i van començar una gira europea el juliol. Fred Schneider va dir en una entrevista que l'àlbum amb prou feines havia cobert les despeses i podria ser l'últim disc d'estudi nou, encara que després se'n va desdir. Els B-52s van tocar el seu èxit "Love Shack" amb el grup country Sugarland als premis CMT de 2009.
El 18 de febrer de 2011, els B-52s van actuar al Classic Center de la seva ciutat natal Athens, quatre dies després del trenta-quatrè aniversari de la seva primera actuació el 14 de febrer de 1977. El concert es va filmar i gravar per With the Wild Crowd! Live in Athens, GA, publicat l'octubre del mateix any. El DVD i Blu-ray es va publicar el 20 de març de 2012.
El 13 de desembre de 2012, Keith Strickland va anunciar que deixava de fer gires amb els B-52s, encara que continuava formant part del grup. "És el camí que sé dins del meu cor que he de seguir. Continuaré sent als B-52s ... L'únic, que no faré gires. Els meus dies de córrer món s'han acabat, però dono el meu suport de tot cor a la decisió de la Cindy, el Fred i la Kate de continuar".
El març de 2013 el grup va anunciar que farien una gira conjunta amb The Go-Go's. També havien de fer una gira europea a partir de l'agost. El 2013, Kate Pierson va començar la gravació del seu primer disc en solitari, Guitars and Microphones, que es va publicar el febrer de 2015.

## Discografia
Àlbums d'estudi
- The B-52's (1979)
- Wild Planet (1980)
- Whammy! (1983)
- Bouncing off the Satellites (1986)
- Cosmic Thing (1989)
- Good Stuff (1992)
- Funplex (2008)

## Membres del grup
| Actuals - Fred Schneider – veu (1976–actualitat) - Kate Pierson – veu (1976–actualitat) - Cindy Wilson – veu (1976–actualitat) - Keith Strickland – guitarra, bateria, teclats, programació (1976–actualitat) Suport en gires - Tracy Wormworth – baix (1992–actualitat) - Sterling Campbell – bateria, percussió (1992, 2007–actualitat) - Paul Gordon – teclats (2007–actualitat) - Nick Lashley – guitarra | Membres antics - Ricky Wilson – guitarres (1976–1985) (mort el 1985) - Matt Flynn – bateria |

## Curiositats
El cantant Fred Schneider va posar veu a un rap de la cançó principal de la sèrie Capità Planeta i els Planetaris, en llur versió original de l'època Hanna-Barbera.